# Biała Rawska (gmina w województwie warszawskim)
Biała Rawska (do 1870 i od 1925 miasto Biała (Rawska)) – dawna gmina o nieuregulowanym statusie istniejąca w latach 191?–1925 w woj. warszawskim. Siedzibą władz gminy była osada miejska Biała Rawska.
Do 31 maja 1870 Biała była miastem i stanowiła odrębną gminę miejską; po odebraniu jej praw miejskich i przekształceniu w osadę, miejscowość została włączona do gminy Marianów (powiat rawski, gubernia piotrkowska).
Podczas I wojny światowej niemieckie władze zaborcze przywróciły Białej samorząd miejski, lecz po przejściu pod zwierzchnictwo polskie miejscowość nie została zaliczona do miast. Gmina stanowiła odtąd jednostkę o nieuregulowanym statusie (była określana jako „miejscowość”), chociaż w wykazie z 1921 roku została zaliczona do gmin wiejskich; liczyła wówczas 2323 mieszkańców i składała się z samej Białej.
Jako gmina nie-miejska jednostka formalnie przestała funkcjonować z dniem 1 października 1925 roku w związku z zaliczeniem Białej Rawskiej do miast (gmin miejskich).
Obecna gmina Biała Rawska jest nowym tworem (od 1973) o zupełnie innych granicach i obszarze.